# 朱音 あかね
『朱音 あかね』は、2009年2月25日にドリーミュージックから発売された平原綾香の18枚目のシングル。

## 概要
- 2008年末に発売されたアルバム『Path of Independence』からのシングルカット。「朱音 あかね」は、NHK『にっぽん巡礼～心に響く100の場所～』のテーマソングとして使用されており、視聴者からシングル化の問い合わせが多く、結果リリースが決まった[2]。
- カップリング曲「ふたたび」は、久石譲とのコラボレーション楽曲で、2008年8月に日本武道館で行われた「久石譲 in 武道館」で披露されていた楽曲となる。こちらもかねてから音源化の要望があった楽曲であり、このシングルで初音源化された[2]。

## 収録曲
1. 朱音 あかね
  - 作詞・作曲：谷村新司／編曲：藤井理央
  - NHK「にっぽん巡礼～心に響く100の場所～」テーマソング
2. ふたたび
  - 作詞：鈴木麻実子／作曲・編曲：久石譲
3. 朱音 あかね～Vocal-less Track～
4. ふたたび～Vocal-less Track～

## 楽曲の収録アルバム
朱音 あかね
- 『Path of Independence』